# Lee Cruce

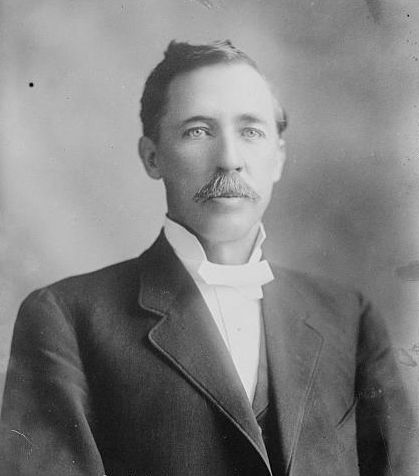
Lee Cruce

Lee Cruce (* 8. Juli 1863 in Marion, Crittenden County, Kentucky; † 16. Januar 1933 in Los Angeles, Kalifornien) war ein US-amerikanischer Politiker (Demokratische Partei) und von 1911 bis 1915 der zweite Gouverneur des Bundesstaates Oklahoma.

## Frühe Jahre und politischer Aufstieg
Lee Cruce musste ein Studium an der Vanderbilt University aus gesundheitlichen Gründen abbrechen. Danach absolvierte er private Jurastudien. Nach seiner Zulassung als Anwalt wurde er in diesem Beruf tätig. Im Jahr 1891 zog er nach Ardmore im Oklahoma-Territorium. Dort stieg er auch in das Bankgeschäft ein und wurde Präsident der Ardmore National Bank. In seiner neuen Heimat war Cruce auch in einigen Industrievereinigungen und Aufsichtsräten wie jenem der University of Oklahoma tätig.
Seine politische Laufbahn begann er im Stadtrat von Ardmore. Im Jahr 1910 wurde er als Kandidat der Demokraten mit 49:40 Prozent der Stimmen gegen den Republikaner J. W. McNeal zum neuen Gouverneur seines Staates gewählt. Ein erster Versuch, in dieses Amt gewählt zu werden, war 1907 gescheitert.

## Gouverneur von Oklahoma
Cruce trat sein neues Amt am 9. Januar 1911 an. In seiner vierjährigen Amtszeit wurde das State Highway Department zur Verwaltung und zum Ausbau der Straßen gegründet. Er war ein entschiedener Gegner der Todesstrafe und lehnte die Vollstreckung der Strafe während seiner Amtszeit ab. Außerdem war er auch gegen Glücks- und Wettspiele und trat für die Prohibition ein. Darüber geriet er mit der Legislative seines Staates in Konflikt. Hinzu kam noch eine Meinungsverschiedenheit hinsichtlich der Schulpolitik. In der Frage der Einteilung der Wahlbezirke für die Kongresswahlen kam es zu weiteren Meinungsverschiedenheiten. Das alles gipfelte in einem Amtsenthebungsverfahren gegen den Gouverneur, das an einer einzigen Stimme scheiterte. Damit konnte Cruce seine Amtszeit regulär am 11. Januar 1915 beenden.

## Weiterer Lebenslauf
Nach dem Ende seiner Gouverneurszeit bewarb sich Cruce erfolglos um einen Sitz im US-Senat. Danach war er als Anwalt und Bankier tätig. Außerdem war er im Ölgeschäft und im Immobilienmarkt engagiert. Lee Cruce starb im Jahr 1933. Er war mit Chickie LaFlore verheiratet, mit der er ein Kind hatte.